# Heisteria perianthomega
Heisteria perianthomega är en tvåhjärtbladig växtart som först beskrevs av José Mariano da Conceição Vellozo och som fick sitt nu gällande namn av Herman Otto Sleumer.
Heisteria perianthomega ingår i släktet Heisteria och familjen Erythropalaceae. Inga underarter finns listade i Catalogue of Life.